# Blow-me-down Bluff
Das Blow-me-down Bluff (aus dem Englischen frei übersetzt Weh’-mich-um-Klippe) ist ein 1820 m hohes und markantes Felsenkliff an der Fallières-Küste des Grahamlands auf der Antarktischen Halbinsel. Es ragt an der Nordflanke des Northeast-Gletschers auf.
Teilnehmer der British Graham Land Expedition (1934–1937) unter der Leitung des australischen Polarforschers John Rymill nahmen 1936 eine erste grobe Vermessung vor. Weitere Vermessungen erfolgten bei der United States Antarctic Service Expedition (1939–1941) im Jahr 1940 sowie durch den Falkland Islands Dependencies Survey in den Jahren 1946 und 1948. Letztere benannte das Kliff so, da es sich im windigsten Abschnitt des Northeast-Gletschers befindet und die Schlittenmannschaften des Survey von den dort zeitweilig herrschenden Stürmen umgeweht wurden.